# Jacek Starościak

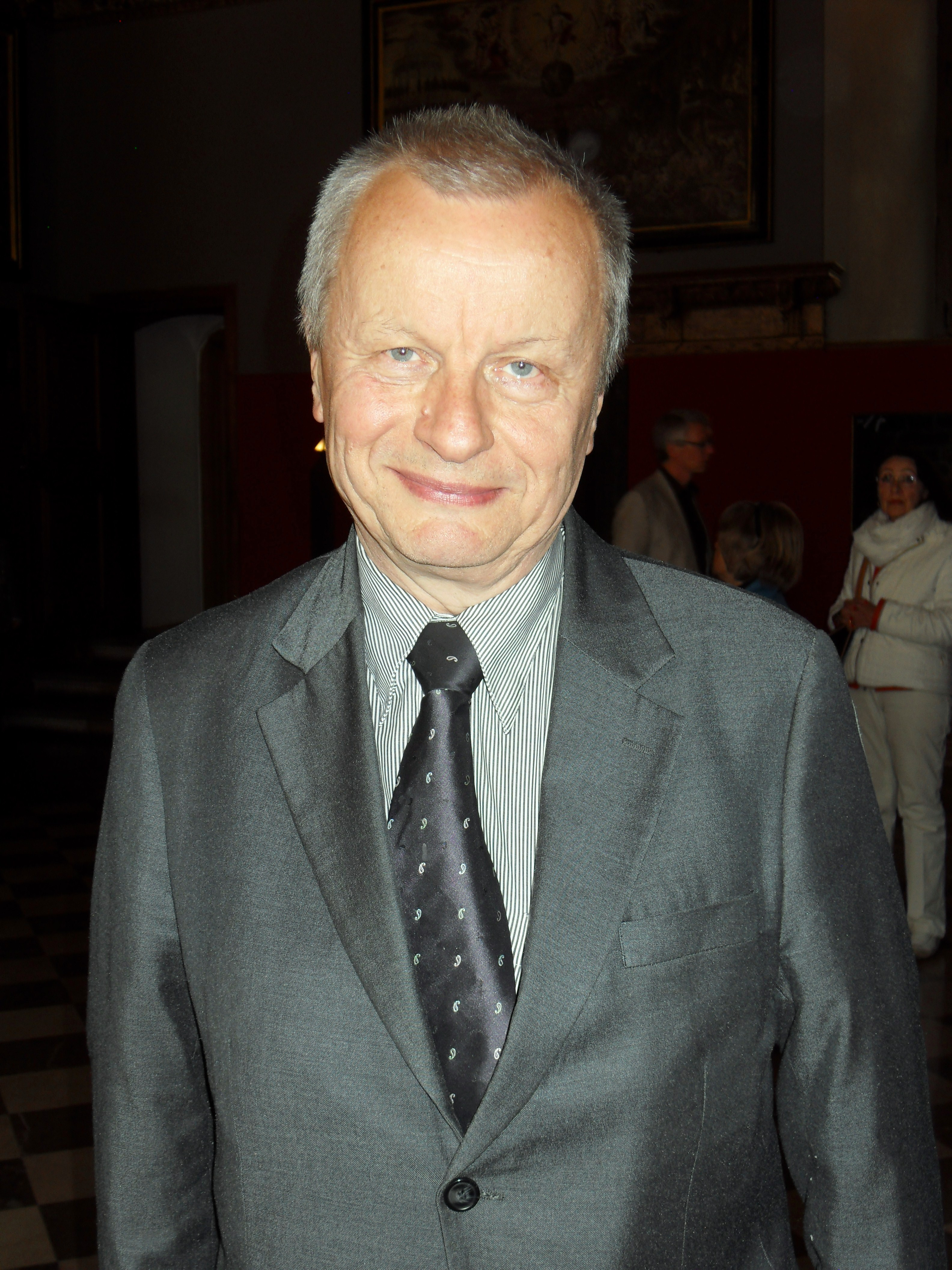
Jacek Starościak (2015)

Jacek Mariusz Starościak (* 10. September 1947 in Danzig, Polen; † 8. Mai 2021 in Bydgoszcz) war ein polnischer Ingenieur und Diplomat. Von 1990 bis 1991 war er der erste Stadtpräsident von Danzig nach der politischen Wende.

## Leben
Starościak studierte nach dem Abitur am Nikolaus-Kopernikus-Lyzeum von 1965 bis 1971 Elektrotechnik (Elektronik mit Schwerpunkt Navigation) an der Technischen Universität Danzig. Anschließend war er Assistent an der Fakultät für Navigation der Seefahrt-Akademie (WSM) in Gdynia, bevor er 1973 als Assistenzprofessor an das Instytut Morski (Seefahrt-Institut) in Danzig wechselte. Im Jahr 1978 trat er ein einjähriges Stipendium des British Council an der City of London Polytechnic an. Von 1983 bis 1984 arbeitete er im Bereich des polnischen Schiffsregisters und der Internationalen Seeschifffahrts-Organisation IMO. Anschließend war er bis 1989 leitender Herausgeber für wissenschaftliche und berufliche Literatur im maritimen Verlagswesen.
Im Jahr 1980 trat Starościak in die Solidarność ein und wurde Betriebsratsvorsitzender des Instytut Morski. Während der Zeit des Kriegsrechts engagierte er sich im Unterstützungsausschuss der Diözese. Er war 1985 Mitbegründer des Klubs der katholischen Intelligenz (KIK, Kluby Inteligencji Katolickiej) in Danzig, dessen Sekretär er nach der offiziellen Zulassung im August 1988 wurde. In der Zeit der Wende wurde er Leiter eines Woiwodschaftsbüros des Obywatelski Klub Parlamentarny (OKP).
Daneben wurde Starościak 1990 Mitglied des Danziger Stadtrats, der ihn am 10. Juli 1990 in der ersten demokratischen Wahl zum Stadtpräsidenten wählte. Starościak hatte bis Ende Juni 1991 dies Amt inne und gab unter anderem den Anstoß zur Gründung der Union baltischer Städte (Union of Baltic Cities) mit Sitz in Danzig. Seit August 1991 war er Leiter zuerst des internationalen Büros und dann der Kanzlei des Präsidenten der Republik Polen Lech Wałęsa. Seit 1995 beim Außenministerium, übernahm er 1998 das Amt des Generalkonsuls der Republik Polen in London und wurde dann Leiter des internationalen Sekretariats des Ostseerats in Stockholm. Nach seiner Rückkehr ins Ministerium für auswärtige Angelegenheiten war Starościak Berater des Ministers für die Beitrittsverhandlungen zur Europäischen Union und Vorsitzender des Koordinationsausschusses während des polnischen Vorsitzes bei der Central European Initiative (CEI, Zentraleuropäische Initiative).
Im Dezember 2003 wechselte Starościak als Direktor des Büros des Vorstandsvorsitzenden zur Bank Pekao und wurde 2008 Direktor des Bereichs Compliance und Risikomanagement. 
Die Stadt Danzig ehrte Starościak 2001 mit der Medaille des Fürsten Mestwin II. (Medal Księcia Mściwoja II).

## Schriften (Auswahl)
- Poradnik poszukiwania i ratowania dla statków handlowych (MERSAR). Międzynarodowa Organizacja Morska (IMO). Gdańsk 1986.
- The Council of Baltic Sea States (CBSS). Its mandate and working procedures and its significance for the Baltic Sea Region. SCHIFF-Texte Nr. 56, Kiel 1999.
- The Council of the Baltic Sea State. 2001.
- Aleja Zwycięstwa 38. Gdańsk 2012.